# Widźajanagar

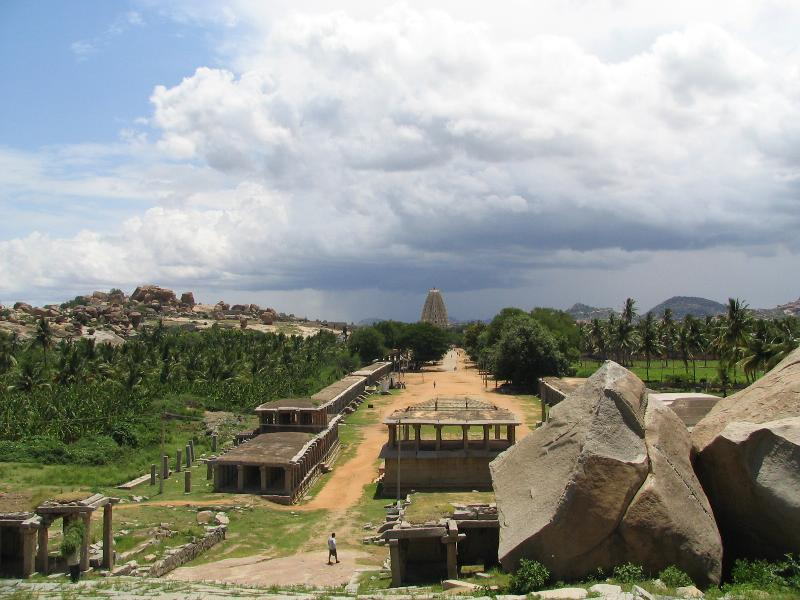
Hampi – widok ogólny.

Widźajanagar (dosł. Gród Zwycięstwa) – opuszczone miasto w południowych Indiach, w stanie Karnataka, w Ghatach Zachodnich, w niewielkiej wiosce Hampi. Założone ok. 1336 roku przez braci Hariharę i Bukkę miasto to było od XIV do XVI wieku centralnym ośrodkiem Królestwa Widźajanagaru, najpotężniejszego nowożytnego imperium hinduskiego na południu kraju. 
Miasto otoczone siedmioma koncentrycznymi murami obronnymi zajmowało powierzchnię 26 km² z królewskim centrum pośrodku, obszarem rezydencyjnym na wschodzie i centrum religijnym na południowym brzegu przecinającej miasto rzeki Tungabhadra. Główne aleje wzdłuż których stały budowle publiczne oraz sklepy i domy bogatych kupców prowadziły do świątyń. Miasto było ważnym ośrodkiem handlowym, religijnym i reprezentacyjnym który największą świetność osiągnął w czasach panowania Krisznadewaraja, cesarza Widźajanagaru. 
To bogate serce ostatniego hinduskiego imperium zniszczyła w 1565 roku armia koalicji sułtanatów dekańskich. Wojska muzułmańskie po rozgromieniu armii królewskiej w bitwie pod Talikotą (26 stycznia 1565), zdobyły miasto, które było łupione przez najeźdźców przez kilka miesięcy. Widźajanagar nie został nigdy później odbudowany. Ruiny stolicy wpisano w 1986 roku na listę światowego dziedzictwa UNESCO.